# رشته‌کوه شغنان
رشته‌کوه شغنان (به لاتین: Shughnon Range) یک رشته‌کوه در تاجیکستان است. رشته‌کوه شغنان ۵٬۷۰۴ متر بالاتر از سطح دریا واقع شده‌است.